# Falco jugger
Il falco laggar (Falco jugger J. E. Gray, 1834) è una specie di falco del genere Falco. È noto anche, specialmente presso i falconieri, con il nome di falco lugger.

## Descrizione
Il falco laggar è un falco di medie dimensioni. Nell'aspetto somiglia moltissimo al lanario, del quale talvolta viene considerato conspecifico. Il corpo misura tra i 39 e i 46 cm di lunghezza, l'apertura alare varia tra gli 88 e i 107 cm. La coda misura tra i 16 e i 21 cm. Negli esemplari adulti, le copritrici delle regioni superiori sono di colore marrone scuro con i contorni di un marrone più chiaro. La coda è di media lunghezza; le penne centrali sono di colore bruno-grigio scuro uniforme con l'estremità beige. Il disegno del capo presenta la fronte biancastra e il vertice di colore variabile dal bianco-ruggine al rossastro, così come la nuca, una stretta stria oculare nera che da dietro l'occhio arriva fino alla nuca e le guance biancastre, separate da un lungo e stretto mustacchio nero sotto l'occhio. La gola e la parte superiore del petto sono biancastre. I lati del petto sono segnati da leggere striature marroni su fondo biancastro; addome, fianchi e calzari sono più o meno ricoperti da macchie o bande.
La colorazione delle regioni superiori dei giovani è simile a quella degli adulti, ma vertice e nuca sono marroni. La parte posteriore delle guance e la stria oculare presentano una colorazione marrone e quest'ultima non risalta così nettamente sullo sfondo come negli adulti. Fatta eccezione per il bianco della gola, le regioni inferiori sono prevalentemente di colore marrone scuro più o meno chiazzate di chiaro. La cera e l'anello oculare, così come i piedi, sono di colore grigio-verde.

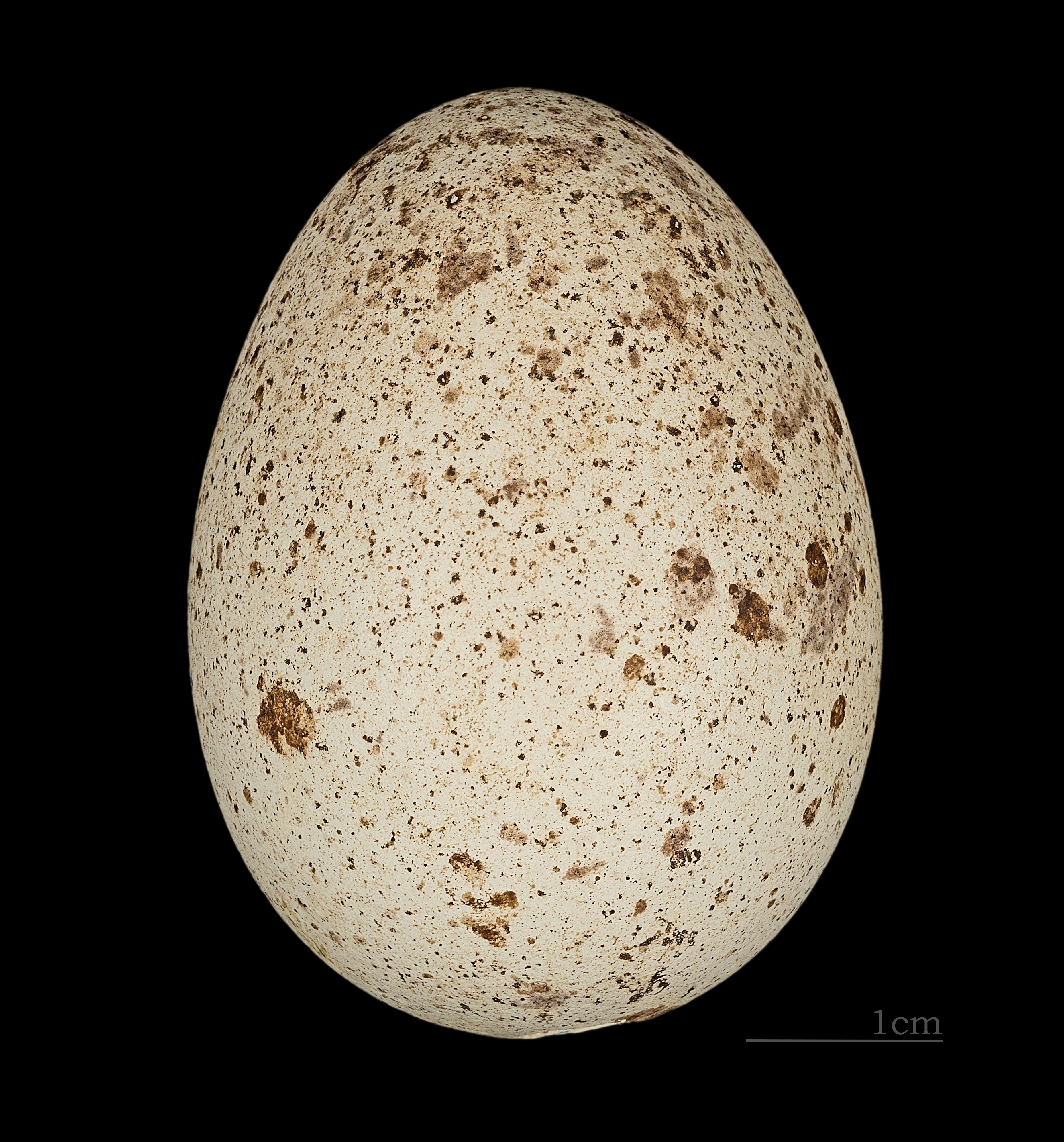
Uovo di Falco jugger.

## Distribuzione e habitat
Il falco laggar vive in aree boschive aride e aperte, pianure, terreni coltivati e semideserti, ma anche in città ove vi siano alberi. Di solito non si incontra ad altitudini superiori ai 1000 m, ma occasionalmente è stato avvistato fino a 1980 m. Il suo areale comprende quasi tutta l'India, il Pakistan, il Bangladesh, il Nepal e il Bhutan, oltre all'estremità sud-orientale dell'Iran, il settore meridionale del Turkmenistan e quello sud-orientale dell'Afghanistan.

## Conservazione
La popolazione di falco laggar è ritenuta inferiore alle 100.000 unità. La IUCN classifica la specie come «prossima alla minaccia» (Near Threatened).